# Lagrezia suessenguthii
Lagrezia suessenguthii är en amarantväxtart som beskrevs av Alberto Judice Leote Cavaco. Lagrezia suessenguthii ingår i släktet Lagrezia och familjen amarantväxter. Inga underarter finns listade i Catalogue of Life.